# انوپاما ورما
انوپاما ورما (به انگلیسی: Anupama Verma) بازیگر، مدل هندی است.
از فیلم‌هایی که وی در آن نقش داشته است می‌توان به پدر، پیاده‌رو، آیا این عشق است؟ و ووداستوک ویلا اشاره کرد.